# أرموند سميث
أرموند سميث (بالإنجليزية: Armond Smith)‏ هو لاعب كرة قدم أمريكية أمريكي، ولد في 7 مايو 1986 في لوس أنجلوس في الولايات المتحدة.

## وصلات خارجية
- أرموند سميث على موقع مرجع كرة القدم المحترفة.كوم (الإنجليزية)